# Острво Мина
Острво Мина (јап. 水納島), је острво у области Мајико у префектури Окинава, Јапан под јурисдикцијом Тараме.